# Edi Andradina
Edi Andradina (sinh ngày 13 tháng 9 năm 1974) là một cầu thủ bóng đá người Brasil.

## Sự nghiệp câu lạc bộ
Edi Andradina đã từng chơi cho Gamba Osaka, Oita Trinita, Albirex Niigata và Consadole Sapporo.